# Charles Brackeen
Charles Brackeen (13. března 1940 – 2021) byl americký jazzový saxofonista. Byl manželem klavíristky Joanne Brackeen, s níž měl čtyři děti. Sám nejprve hrál na housle a klavír. Své první vlastní album nazvané Rhythm X nahrál v roce 1968, avšak vyšlo až o pět let později. Během své kariéry spolupracoval s mnoha hudebníky, mezi něž patří například Ronald Shannon Jackson, Ahmed Abdullah, Charlie Haden a Paul Motian.